# Pintura de l'alta edat mitjana a Europa
La pintura de l'alta edat mitjana a Europa inclou les obres pictòriques europees situades entre la caiguda de l'Imperi Romà d'Occident i l'aparició de l'art romànic. Reflecteix els primers corrents de l'estètica medieval.
Els primers murals i taules conservats representen escenes religioses i segueixen gran part dels cànons de l'art paleocristià. Comencem a aparèixer alguns dels temes que seran recurrents en períodes posteriors, com la representació de la Maiestas Domini, el tetramorf i els àngels i màrtirs. La pintura a les esglésies conviu amb les il·lustracions d'un nou gènere, el manuscrit il·luminat, llibres (usualment els evangelis) copiats pels monjos i adornats amb imatges riques. Aquests se solen classificar segons el lloc d'origen (manuscrits insulars, carolingis...). L'art romà d'Orient va conrear-se també a Europa, com mostren els mosaics de la Basílica de Sant Vidal de Ravenna.

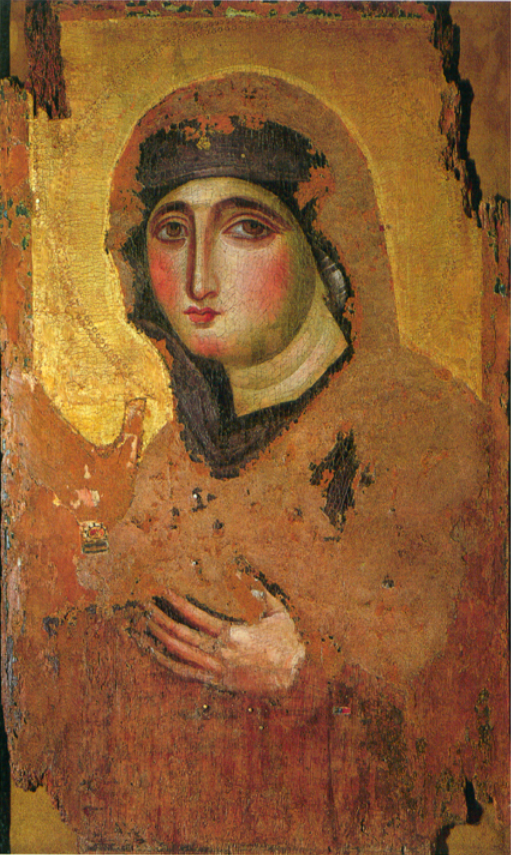
Pintura de la Verge Maria del segle VI

No es conserven grans pintures del món germànic i víking, l'art dels quals es plasmava en altres formats com l'escultura o les arts aplicades. Les pintures d'aquests pobles que han arribat a l'actualitat pertanyen ja als pobles cristianitzats, amb evangelis il·luminats, columnes pintades i frescs religiosos. Barregen escenes evangèliques amb lletres adornades, motius geomètrics i florals.
L'art carolingi va incorporar alguns trets de l'art germànic a la tradició clàssica. Va ser conreat per monestirs i artistes sota el mecenatge de la cort. En la pintura va centrar-se sobretot en la il·luminació dels evangelis. Els frescs adornaven no sols els temples sinó també palau, on apart de les escenes cristianes tradicionals s'afegien temes de l'Antic Testament i d'altres laics, com símbols de les arts liberals i escenes històriques que glorificaven les conquestes imperials. L'art otonià va suposar un augment d'aquestes escenes profanes.

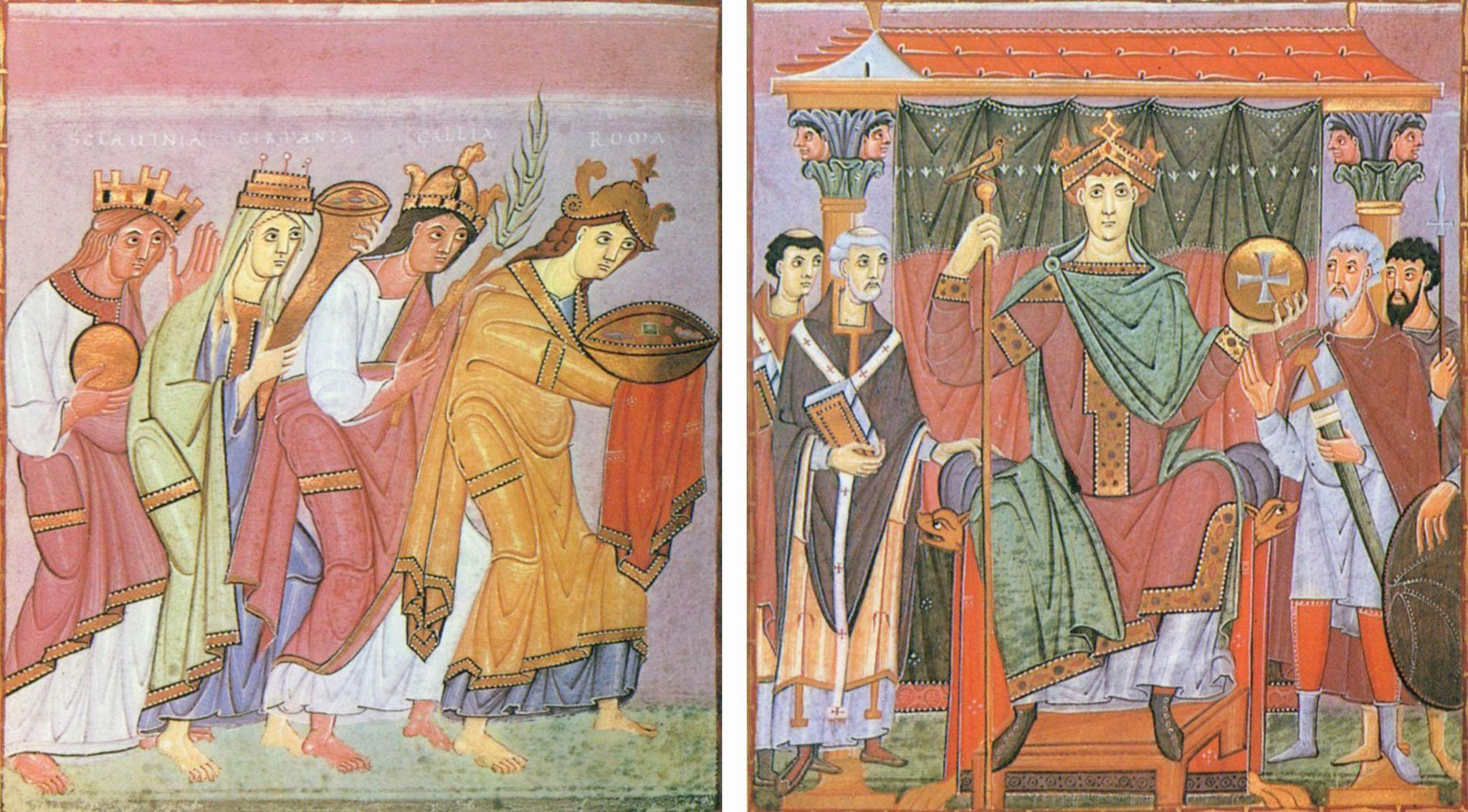
Homenatge de diversos pobles al rei Otó III del Sacre Imperi

Cal destacar una peça especial, per no ser religiosa sinó històrica, dins d'aquest període: el Tapís de Bayeux, ja en època normanda.